# 謝重輝
謝重輝（？—？），字千仞，號方山。清代德州（今山东德州市）人。
他是謝陞的兒子，在父親的庇蔭之下出任中书舍人。康熙七年（1668年）顧炎武寫信给顏光敏，請他对谢重辉予以照料。官至刑部郎中。康熙三十四年（1695年），因病辭官回到故鄉。博學多聞專注詩作。與田雯、王又旦、丁澎、汪懋麟、曹贞吉、葉封等合称“金台十子”。有《杏村詩集》，收入《四库全书》。